# Formica quadrata
Formica quadrata é uma espécie de formiga do gênero Formica, pertencente à subfamília Formicinae.